# Îles de la Petite Terre
Die Îles de la Petite Terre sind eine aus zwei Inseln bestehende unbewohnte Inselgruppe des französischen Überseedépartements Guadeloupe.

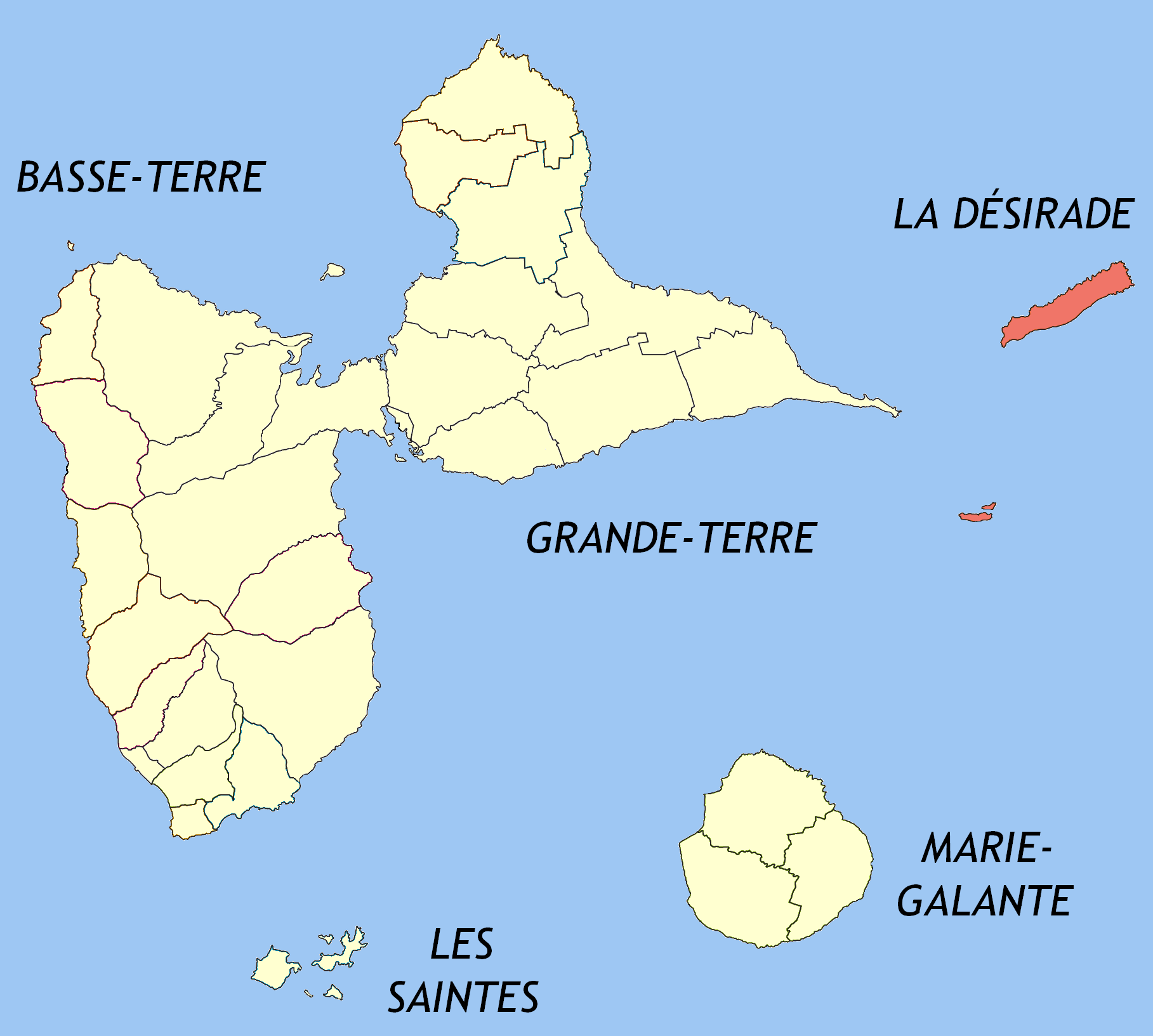
Zugehörigkeit zur Gemeinde La Désirade
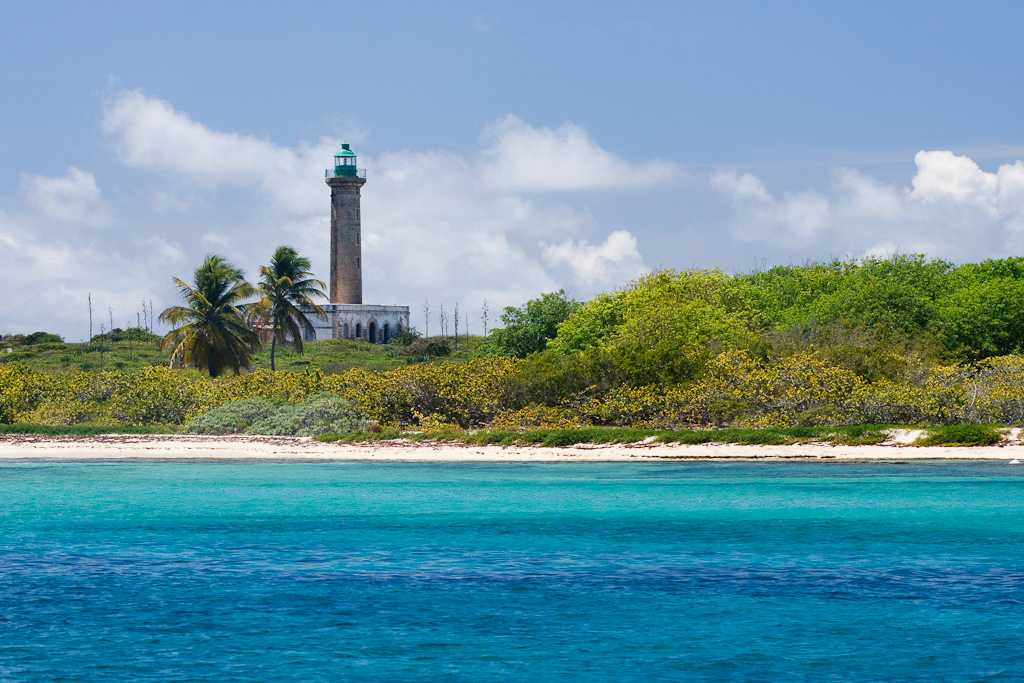
Leuchtturm im Osten der Hauptinsel Terre de Bas

## Geographie
Die Inseln gehören zu den Kleinen Antillen und liegen im karibischen Meer neun Kilometer südöstlich der Ostspitze Pointe des Châteaux der Hauptinsel von Guadeloupe, bzw. 12 Kilometer südlich der Westspitze Pointe des Colibris der Insel La Désirade. Sie gehören zur Gemeinde La Désirade.
Die beiden Inseln der Îles de la Petite Terre weisen eine Gesamtfläche von 1,48 km² auf. Davon entfallen 1,17 km² auf die Hauptinsel Terre de Bas und 31 Hektar auf Terre de Haut. Terre de Haut liegt nur 170 Meter nordöstlich von Terre de Bas.